# Califobathynella
Califobathynella är ett släkte av kräftdjur. Califobathynella ingår i familjen Parabathynellidae.
Kladogram enligt Catalogue of Life:
| Califobathynella | \| \| Califobathynella noodti \| \| \| \| \| \| Califobathynella teucherti \| \| \| \| |
|                  | \| \| Califobathynella noodti \| \| \| \| \| \| Califobathynella teucherti \| \| \| \| |
|                  | Atopobathynella                                                                        |
|                  |                                                                                        |
|                  | Hexabathynella                                                                         |
|                  |                                                                                        |
|                  | Iberobathynella                                                                        |
|                  |                                                                                        |
|                  | Notobathynella                                                                         |
|                  |                                                                                        |
|                  | Texanobathynella                                                                       |
|                  |                                                                                        |
|                  | Califobathynella noodti                                                                |
|                  |                                                                                        |
|                  | Califobathynella teucherti                                                             |
|                  |                                                                                        |

|  | Califobathynella noodti    |
|  |                            |
|  | Califobathynella teucherti |
|  |                            |